# R. N. Wellington & Co.
R. N. Wellington & Co. war ein britisches Unternehmen und Hersteller von Automobilen.

## Unternehmensgeschichte
Das Unternehmen aus Farnham unter Leitung von Roy N. Wellington stellte ursprünglich Radios her. 1951 begann die Produktion von Automobilen. Der Markenname lautete RNW. Im ersten Jahr entstanden zwei Exemplare. 1954 endete die Produktion. Die Gesamtproduktionszahl ist nicht überliefert.

## Fahrzeuge
Das einzige Modell war ein Kleinstwagen. Ein Einzylinder-Zweitaktmotor von Villiers Ltd mit 197 cm³ Hubraum und 8 PS Leistung war im Heck montiert und trieb die Hinterräder an. Die Höchstgeschwindigkeit war mit 72 km/h angegeben. Auf Vorderradbremsen wurde verzichtet. Die Karosserie bot Platz für zwei Personen. Mit seinen vier Rädern, Einzelradaufhängung und selbsttragender Karosserie, die entweder vollständig oder teilweise aus Aluminium bestand, hob sich das Modell von seinen zumeist dreirädrigen Konkurrenzmodellen ab. Mit einem Neupreis von 285 Pfund wurde es als billigstes britisches Auto beworben.